# Crepidium novoguineense
Crepidium novoguineense är en orkidéart som beskrevs av Marg., Szlach. och Kubala. Crepidium novoguineense ingår i släktet Crepidium, och familjen orkidéer. Inga underarter finns listade i Catalogue of Life.